# Неритан Чека
Неритан Хасан Чека (на албански: Neritan Hasan Ceka) е албански политик и археолог. Министър на вътрешните работи на Албания в периода 27 юли 1997 – 18 април 1998 г. Член е на Германския археологически институт.

## Биография
Неритан Чека е роден на 11 февруари 1941 г. в град Тирана, Албания. Учи в гимназия „Кемал Стафа“ в родния си град. Той е син на известния албански археолог – Хасан Чека, който запалва интереса на сина си към археологията. Завършва Тиранския университет.
Политическа дейност
През декември 1990 г. е сред основателите на Демократическата партия. Участва като кандидат–президент на президентските изборите избори през 1991 г. През 1992 г. напуска партията, след конфликт с председателя ѝ Сали Бериша. През 1997 г. основава партия Демократичен алианс, която през същата година се съюзява с основния противник на Демократическата партия - Социалистическата партия на Албания. В правителството на Фатос Нано е назначен за министър на вътрешните работи (27 юли 1997 – 18 април 1998).